# Камден-маркет

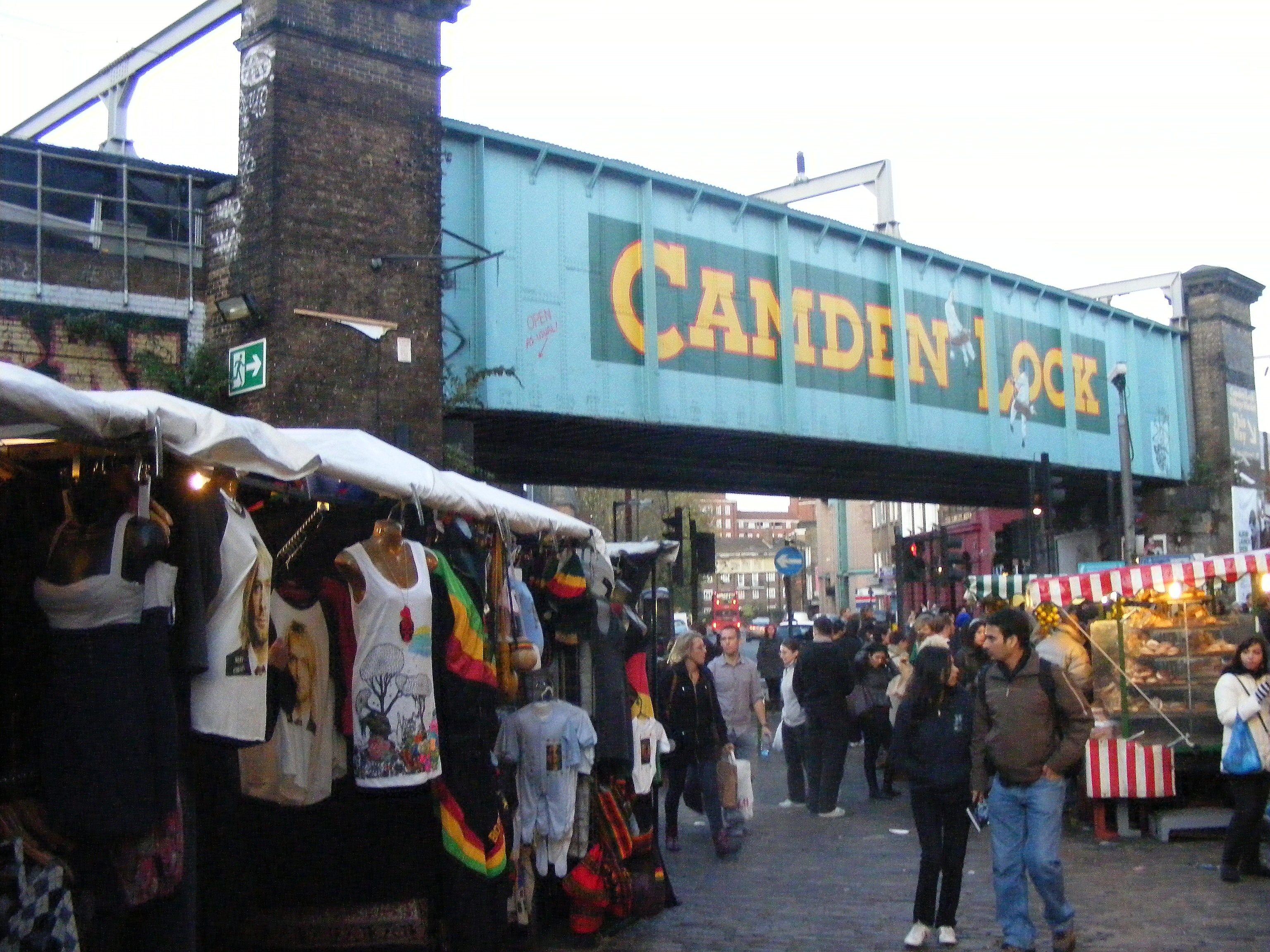
Вход в Камден-маркет.

Камден-маркет (англ. Camden Market) — ряд прилегающих розничных рынков, которые расположены в бывших конюшнях Пикфордов в Камден-тауне, Лондон. Товары включают народные ремесла, одежду, безделушки и фаст-фуд. Это четвертая по популярности достопримечательность в Лондоне, привлекающая около 250 000 человек каждую неделю.
Небольшой продовольственный рынок работает на Инвернесс-стрит в Камден-тауне с начала 20-го века. 30 марта 1974 года небольшой рынок ремесел, который работал каждое воскресенье около Камдена, расширился до большого рыночного комплекса.
Первоначально рынки работали только по воскресеньям. Позднее они стали открываться и по субботам. Многие палатки работают в течение всей недели, хотя пиковый период приходится на выходные.
В 2014 году израильский миллиардер, Тедди Саги начал скупать недвижимость в районе рынка Камден. К марту 2015 года, купив четыре наиболее важных из шести участков рынка, он объявил о планах инвестировать 300 миллионов фунтов стерлингов в развитие рыночной площади в 2018 году.

## Рынки

### Камден-лок маркет

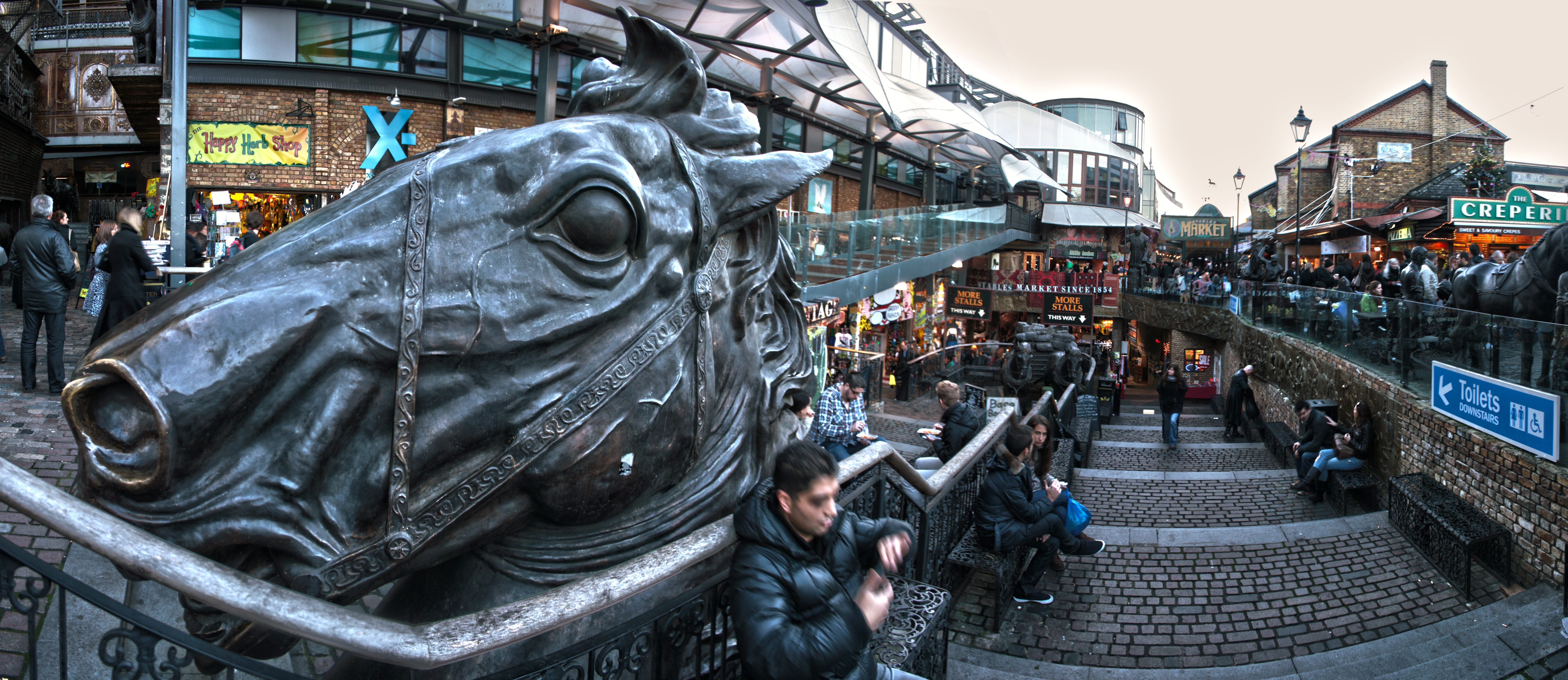
Камден-лок маркет.

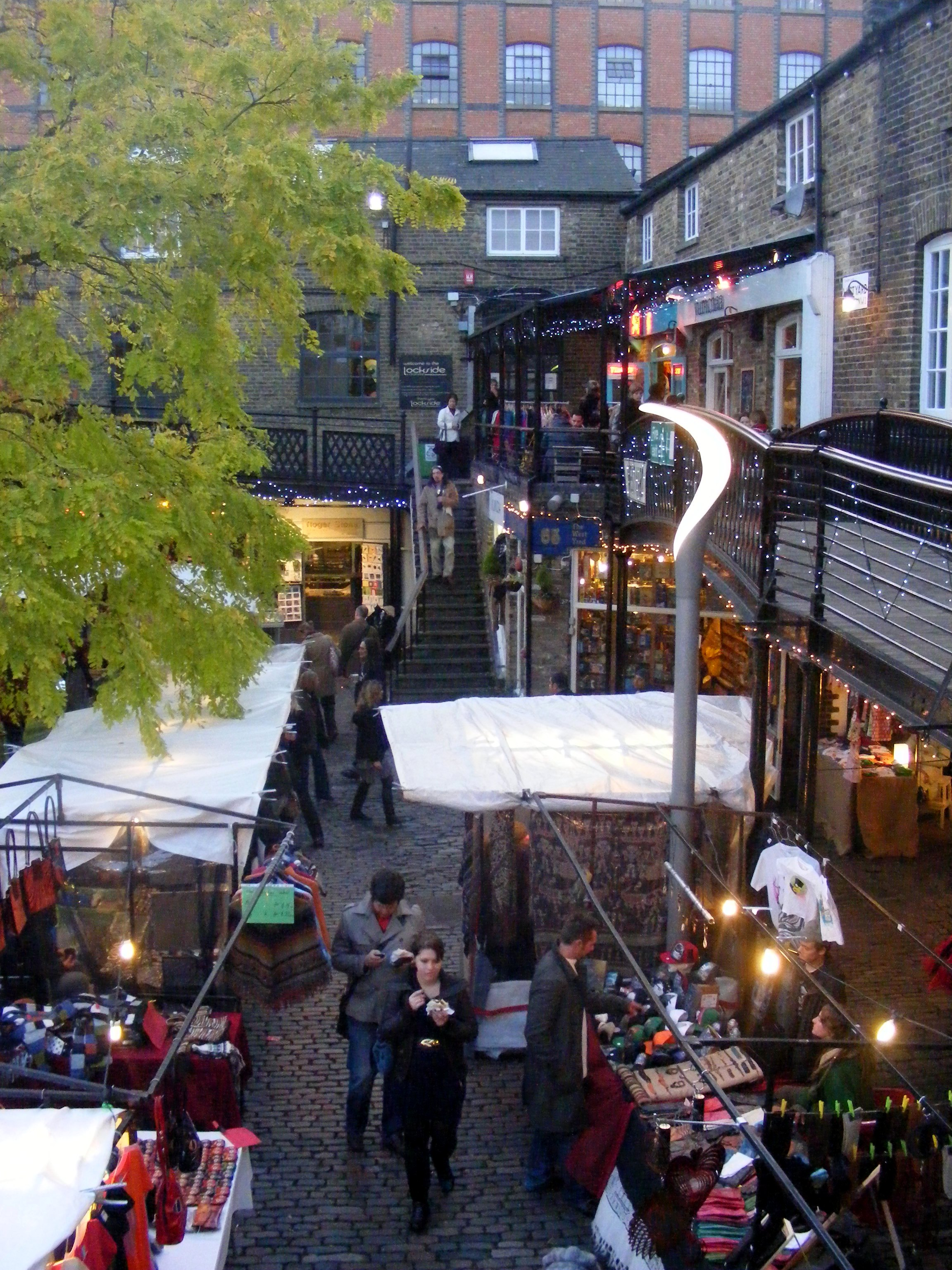
Общий вид.

Камден-лок маркет расположен рядом с Риджентс-каналом на участке, ранее занимаемом складами и другими помещениями, связанными с ним. К началу 1970-х годов торговля по каналу прекратилась, в 1974 году был создан временный рынок. К 1976 году, когда от планов строительства автострады отказались, рынок стал хорошо известной достопримечательностью Камден-тауна. Первоначально он предназначался для продажи ремесел, занимая некоторые открытые площади у канала и различные здания.
В то время, как ассортимент товаров расширился киосками, торгующими книгами, новой и подержанной одеждой, ювелирными изделиями, Камден-лок маркет является основным рынком ремесел. Здесь есть большой выбор киосков фаст-фуда. В 1991 году на месте первого открытого рынка был открыт трехэтажный крытый рыночный зал, спроектированный архитектором, Джоном Дикинсоном. Он построен из кирпича и чугуна. Рынок привлекал большое количество посетителей отчасти от того, что киоски были открыты по воскресеньям. 28 февраля 1993 года Временная Ирландская республиканская армия взорвала бомбу, спрятанную в мусорном баке на Камден-хай-стрит недалеко от рынка. В результате взрыва бомбы пострадали 11 человек.
В 2016 году компания Urban Markets приобрела Камден-лок маркет и заплатила от 300 до 400 миллионов фунтов стерлингов за участок площадью в один акр. Компания собирается преобразить Камден-лок маркет в традиционный центр искусств и ремесел, а так же удвоить закрытую площадь и увеличить торговые площади на 15 000 квадратных футов.
Рано утром 10 июля 2017 года, на рынке Камден-лок произошел крупный пожар, причина которого в настоящее время неизвестна. 70 пожарных и 10 машин участвовало в его тушении.

### Конюшенный рынок
Конюшенный рынок принадлежал Бебо Кобо, Ричарду Керингу и Эллиоту Бернерду из компании Chelsfield Partners. Он был продан в 2014 году за 685 миллионов долларов и сегодня принадлежит фирме Market Tech PLC. Рынок расположен в исторической бывшей конюшне Пикфордов, которая обслуживала лошадей, тянущих распределительные фургоны и баржи Пикфорда вдоль канала. Многие киоски и магазины расположены в больших арках железнодорожных путепроводов.
Как и на большинстве других рынков Камдена, на Конюшенном рынке находится много прилавков с одеждой и мебелью. Среди них предметы домашнего обихода, предметы декора, а также подержанные предметы или антиквариат 20-го века, многие из которых сделаны вручную. Есть также одежда и предметы искусства для альтернативных субкультур, таких как готы и киберготы.
В течение нескольких недель перед Рождеством 2004 года радио-диджей и телеведущий, Крис Эванс продал многие из своих вещей на Конюшенном рынке, начиная с диванов и заканчивая телевизорами и посудой.

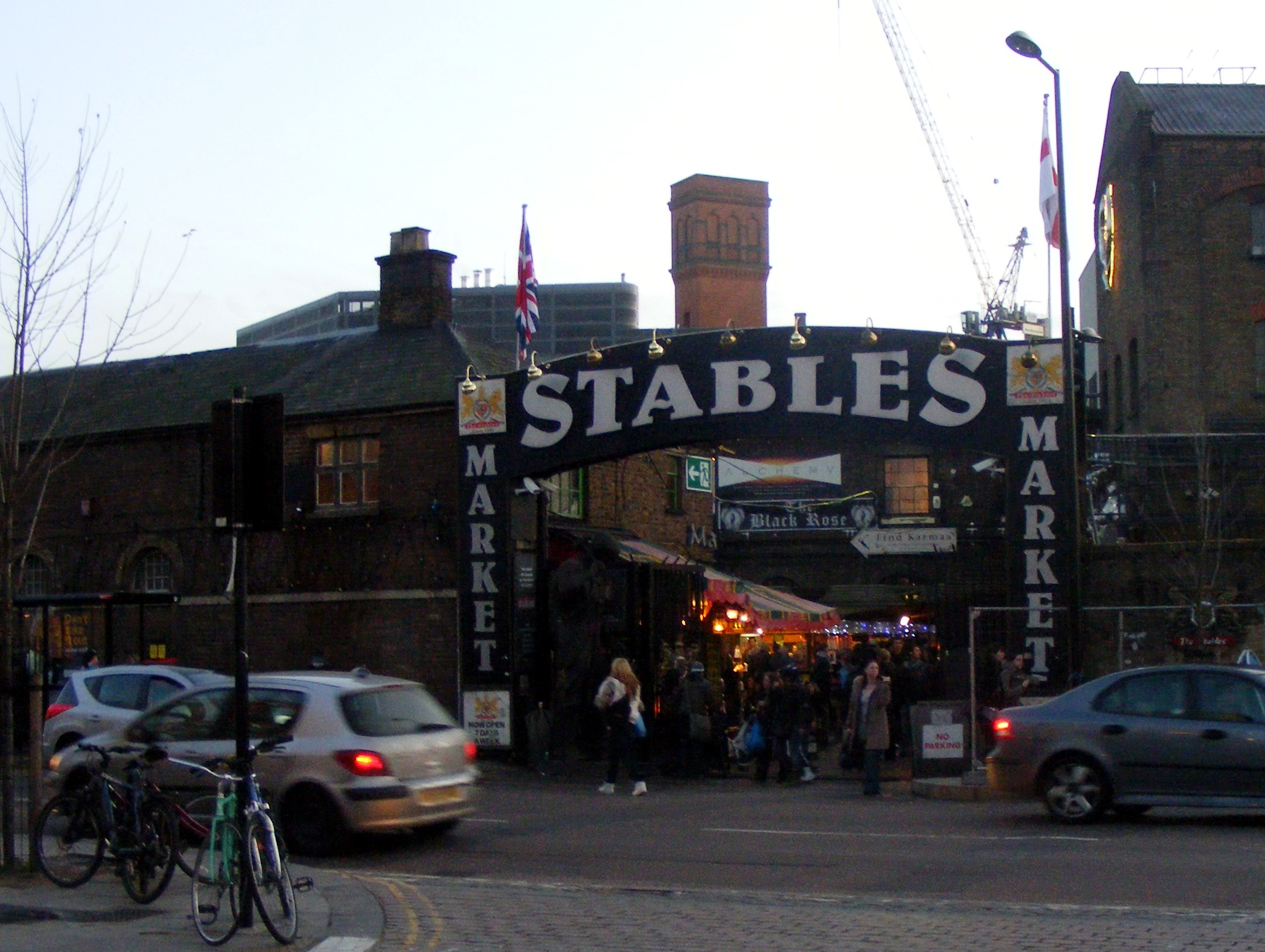
Вход в Конюшенный рынок.

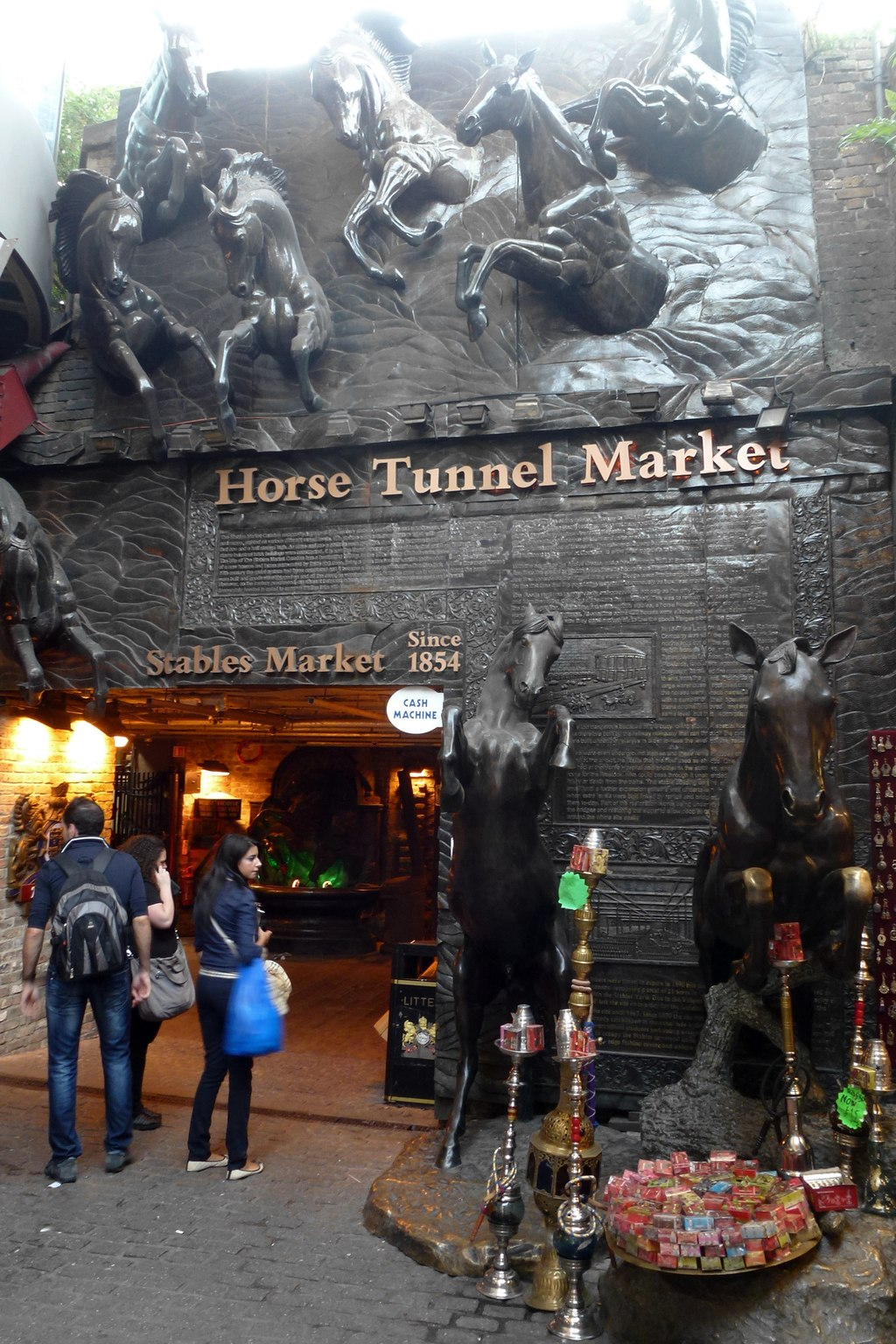
Конный туннельный рынок в августе 2012 года.

В октябре 2006 года во дворе между Конюшенным рынком и рынком Камден-лок был построен большой крытый рыночный зал, который ранее использовался для временных киосков под открытым небом. Летом 2007 года была проведена перепланировка задней части Конюшенного рынка. Эта перепланировка состояла из двух новых четырехэтажных зданий, в которых размещались продовольственные магазины, офисы, мастерские и складские помещения, а также выставочные площади. Реконструкция включала в себя новый пешеходный маршрут через заднюю часть Конюшенного рынка. Кроме того, была добавлена стеклянная крыша и места для парковки велосипедов.

### Деревня Камден-лок

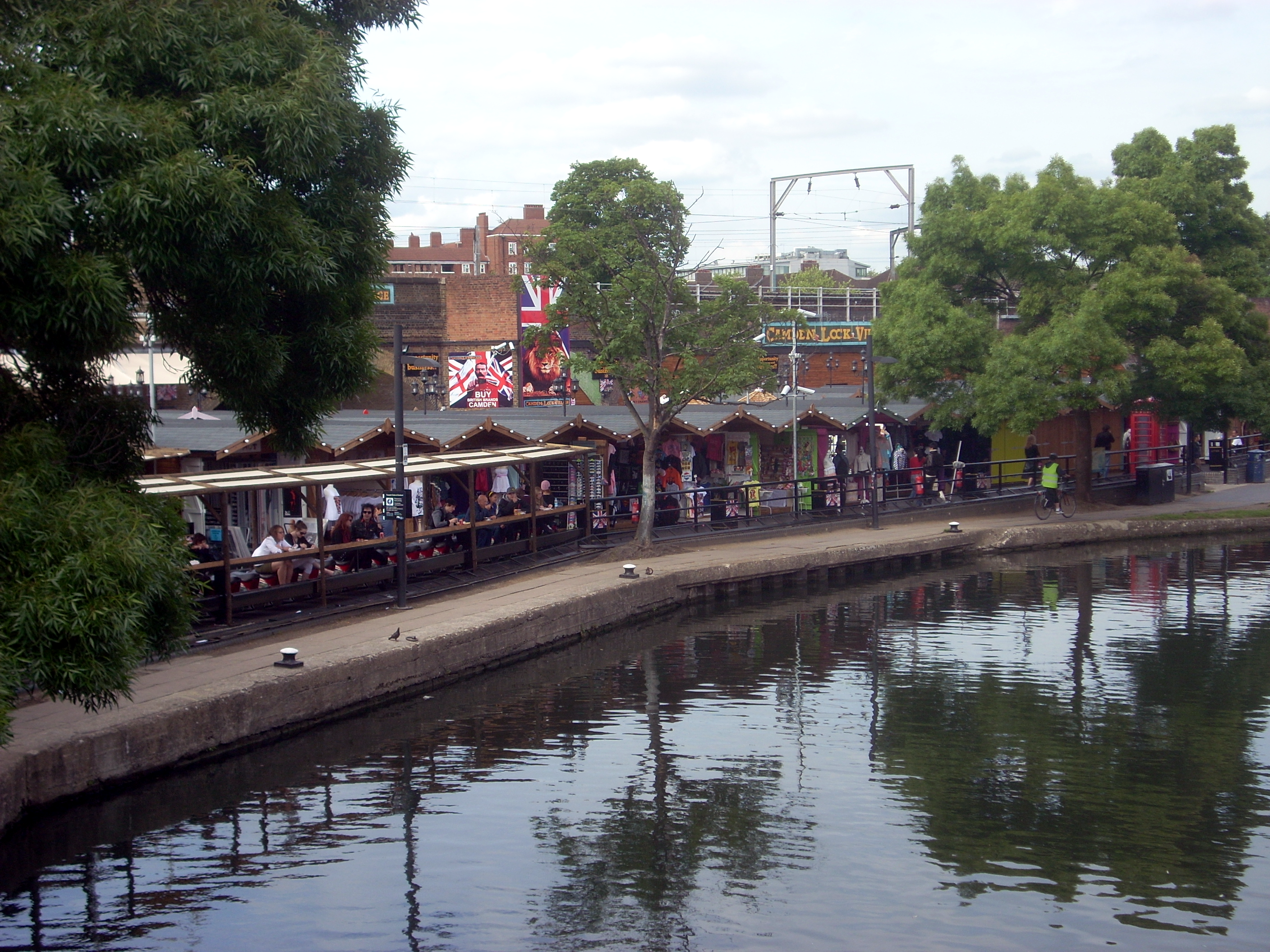
Вид на деревню Камден-лок с моста через Риджентс-канал до реконструкции.

Деревня Камден-лок располагалась вдоль канала к востоку от меловой фермы, 9 февраля 2008 года произошел пожар, вызванный несанкционированным использованием нагревателя нефтяного газа. Огонь сильно повредил «Hawley Arms» на Каслхейвен-Роуд. В мае 2009 года рынок снова открылся как деревня Камден-лок. Крыша над первоначальным входом на улицу была снята, а рядом с железнодорожным мостом был создан новый вход.
Рынок закрылся в начале 2015 года, так как этот район перестраивается под Хоули-Уорф.

### Бак-стрит маркет (закрыт)
Бак-стрит маркет специализировался на продаже одежды. В настоящее время он закрыт в связи с ремонтными работами.

### Electric Ballroom
Electric Ballroom на Камден-хай-стрит был ночным клубом с 1950-х гг. Рынок выходного дня работал здесь по меньшей мере 24 года, но в 2015 году закрылся в короткие сроки, оставив многих продавцов безработными.

### Инвернесс-стрит маркет
Небольшой столетний уличный рынок, на котором когда-то работало много киосков, торгующих свежими продуктами. К 2012 году он сохранил только два овощных и фруктовых ларька. В ноябре 2012 года автобусная остановка рядом с рынком была закрыта, и торговля резко сократилась, к середине 2013 года продуктовые киоски тоже закрылись, оставив рынок Queen'S Crescent в качестве ближайшего сопоставимого рынка.